# بريسيلا (فلم)
بريسيلا (الإنجليزية: Priscilla) هو فيلم سيرة ذاتية، وفيلم دراما، وفيلم مبنى على كتب ‏ صَدَرَ في 4 سبتمبر 2023، في الدورة 80 لمهرجان البندقية السينمائي ‏. الفيلم تولّت إيه 24، وستيج 6 فيلمز، وأي آر بي سلكشن ‏، وادس سيرفيس ‏ توزيعه، وهو من إخراج صوفيا كوبولا الذي تولّى كتابة السيناريو أيضًا.

## القصة
تقع أحداث الفيلم في باد ناوهايم، وممفيس.

## طاقم التمثيل
- جاكوب إيلوردي، بدور إلفيس بريسلي
  - كايلي سبيني، بدور بريسيلا بريسلي

## الإنتاج
صوّر الفيلم في تورونتو .
موسيقى الفيلم التصويرية كانت من تأليف فينكس.

## الاستقبال

### الجوائز والترشيحات
الجوائز
- كأس فولبي لأفضل ممثلة  [لغات أخرى]‏، الفائز: كايلي سبيني2023.[11]

## وصلات خارجية
- مقالات تستعمل روابط فنية بلا صلة مع ويكي بيانات